# Pedro Fabro
Pedro Fabro (Villaret, Alta Saboia, França, 13 de abril de 1506 — Roma, 1 de agosto de 1546) foi o primeiro padre e teólogo jesuíta.

## Biografia
De origem humilde, foi um dos primeiros jesuítas que durante a época em que era estudante no Colégio de Santa Bárbara, na Universidade de Paris morou no mesmo quarto no qual moravam Santo Inácio de Loyola e São Francisco Xavier.
Santo Inácio destacava sua capacidade para orientar a prática de exercícios espirituais.
Em 5 de setembro de 1872 foi beatificado pelo Papa Pio IX.
O Papa Francisco, em entrevista publicada pela revista La Civiltà Cattolica, declarou que se impressionava com sua capacidade de manter:
| “ | o diálogo com todos, inclusive com os mais afastados e com os adversários, a piedade simples, talvez, uma certa ingenuidade, a disponibilidade imediata, seu atento discernimento interior, o fato de ser homem de grandes e fortes decisões e, ao mesmo tempo, capaz de ser doce". | ” |

Segundo Stefania Falasca, esse personagem pode ser caracterizado como um:
| “ | contemplativo na ação, a de um homem atraído, sem tréguas, por Cristo, compreensivo, apaixonado pela causa dos irmãos separados, experimentado no discernimento dos espíritos, onde se aprecia a exemplaridade da sua vida sacerdotal, ao viver com paciência e mansidão a gratuidade do sacerdócio recebido como dom e doando-se a si mesmo sem esperara nenhuma recompensa humana. | ” |

 .
No dia 17 de dezembro de 2013, foi inscrito no catálogo de santos da Igreja Católica.